# Showa/Nakajima L2D
Showa/Nakajima L2D — двухмоторный моноплан цельнометаллической конструкции.
Разработан в КБ «Сёва Хикоки» на базе закупленного по лицензии в феврале 1938 года американского самолёта Douglas DC-3. Первый полет прототипа состоялся в октябре 1939 года.
Принят на вооружение Императорского флота под названием транспортный самолёт морской тип 0 (яп. 零式輸送機, рэй-сики юсо:ки), а также L2D.
Кодовое имя Союзников — «Тэбби» («Tabby»).

## История и схема самолёта
После успешного производства по лицензии, купленной в 1935 году, Douglas DC-2 компания Накадзима Хикоки (Nakajima Hikoki) купила в феврале 1938 года за 90000 долларов и лицензию на производство Дугласа DC-3. Незадолго до этого авиакомпании Great Northern Airways и Far East Fur Trading Company закупили 22 DC-3 в промежуток 1937—1939 годы. Это были 13 Дугласов с двигателями Cyclon и 9 Дугласов с двигателями Twin Wasp. Два из них были поставлены в разобранном состоянии и собирались на относительно новой фабрике Shōwa Aircraft. Оба производителя Shōwa и Nakajima работали над тем, чтобы выпускать этот самолёт серийно. Хотя L2D мог применяться как для гражданской, так и для военной службы, в основном он выпускался как военный транспорт Navy Type 0 Transport.
Прототип Nakajima, с радиальными двигателями Pratt & Whitney SB3G, впервые полетел в октябре 1939 года, и был запущен в производство в 1940 году, как L2D1, причем некоторые части поставлялись прямо из США. А компания Shōwa пошла по пути упрощения частей, для упрощения производства. Отличия были в мелких деталях, в основном в двигателях Mitsubishi Kinsei 43 (этой или похожей мощности), которые производились в Японии и были весьма подобны тем, что устанавливались на самих Дугласах.
К 1942 году компания Nakajima построила (включая прототип) 71 L2D2 модель 11 и перешла на производство военных самолётов их собственной конструкции (они описаны в другом месте). А компания Shōwa, после того как их завод был построен, построили следующую серию из 416 самолётов, включая 75 грузовых с большой дверью и усиленным полом (они обозначались как L2D2 1). Первые японские военные версии также оснащались широкой грузовой дверью, частично отражая подобную дверь у американского C-47 появившегося примерно в то же время. Другие варианты L2D, которые обычно не имели никакой защиты, а именно L2D4 и L2D4-1 оснащались одним закреплённым пулеметом 13 мм калибра типа 2 на месте турели у навигатора и два закрепленных пулемета 7.7 мм тип 92 на месте верхних выступов фюзеляжа (как я понимаю, так же как и на Li-2). Но эта конфигурация (с пулеметами) не была производственным стандартом.
В то время как гражданские версии L2D были практически идентичными с их эквивалентом от Дугласа, военные варианты визуально отличаются. Двигатели Kinsei 51/53 имеют мощность 1365 л. с. и имеют больший размер гондол, нежели двигатели Дугласа, кроме того они имеют увеличенный обтекатель пропеллера. И в то же время задняя переборка кабины пилотов перемещена на 1 метр назад, так что все 4 члена экипажа сидят в одной и той же кабине, с тремя дополнительными окнами, добавленными позади кокпита. Наиболее радикальные изменения вынуждались самим военным временем и соответствующим требованием уменьшения использования стратегических материалов (та же причина сказалась на конструкции Mosquito B). Из-за этого все части не несущие большую нагрузку заменялись на деревянные. По крайней мере в 20 транспортных самолётах были деревянные рули, стабилизаторы, элероны, небольшие обтекатели ?(fins), лестница и входные двери. Цельнодеревянный вариант L2D5 был готов к производству к окончанию войны.

## Операции в которых принимал участие

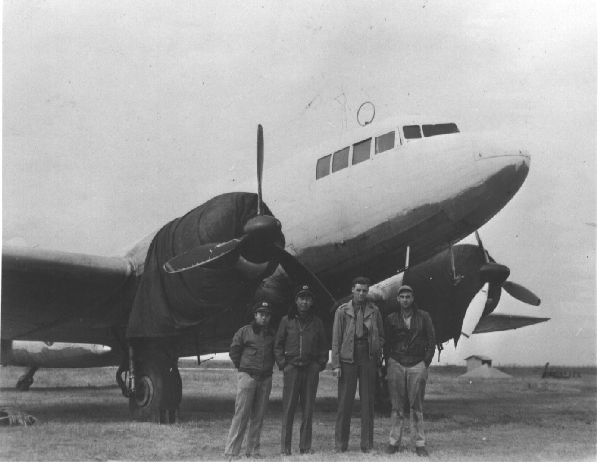
Пилоты китайской авиакомпании CNAC у трофейного Shōwa L2D3 (или L2D3-L), ок. 1945 г.

Оригинальные DC-3 которые использовались в гражданской авиакомпании Dai Nippon Koku, были в течение войны включены в состав вооружённых сил Японии и служили совместно с L2D. L2D служили на южных Филиппинах в эскадронах: 1, 3, 4, 6, 11, 12, 13, 14 летного флота (Koku Kantais) и также в комбинированных летных флотах (Rengo Kantai), на территории Китая и на южных направлениях. Учитывая большой объём доступный во всех вариантах самолёта L2D, их использовали на всех японских театрах военных действий, в обоих гражданской и военных ролях. Также они играли важную роль в поддержке удалённых гарнизонов на островах Тихого океана и Южной Гвинеи. Применялись также как связные, для перевозок старшего комсостава и как патрульные.
Относительно мало Shōwa/Nakajima L2D выжили в течение войны, по крайне мере один был захвачен Китаем и применялся в течение 1945 года гражданской авиакомпанией CNAC вместе с DC-3, которые были там ранее. В 1946 году другой захваченный L2D2 использовался ВВС Франции в военных операциях в Индокитае, пока не разбился при посадке в Бьенхоа 30.07.1946 г. После войны другие L2D располагались в районе Тихого океана и после катастроф или длительных стоянок не восстанавливались.

## Модификации
L1D1 Транспортный самолёт флота D1 (Kaigun D1-Gō Yusōki 海軍D一号輸送機)
Начальная версия, всего 5 шт, в т.ч. 2 построенных из деталей, доставленных из США, DC-3. 2-й и 5-й самолёты испытывались в ВВС Флота; 1-й, 3-й и 4-й первоначально переданы авиакомпании Dai Nippon Koku.
L2D2 тип 0 транспортная модель 11 (Reishiki Yusōki 11-gata)
Транспортный самолёт с радиальными двигателями Mitsubishi Kinsei 43. Первоначально именовался "Флотский транспорт D2" (海軍D二号輸送機 Kaigun D2-Gō Yusōki). Совместно с компанией Nakajima выпущено 71 шт.
L2D2-L Грузовой самолёт Тип 0 Модель 11 (零式荷物輸送機11型 Reishiki Nimotsu-Yusōki 11-gata)
Грузовая модификация с увеличенной дверью.
L2D3 Транспортный самолёт Тип 0 модель 22 (零式輸送機22型 Reishiki Yusōki 22-gata)
Двигатели Mitsubishi Kinsei 51/52/53, каждый в 1325—1300 л. с. Дополнительное остекление кокпита.
L2D3-L Грузовой самолёт Тип 0 модель 22 (零式荷物輸送機22型 Reishiki Nimotsu-Yusōki 22-gata)
Грузовая модификация L2D3.
L2D3a Транспортный самолёт Тип 0 модель 22A (零式輸送機22甲型 Reishiki Yusōki 22 Kō-gata)
L2D3a с вооружением: задним пулеметом 13-мм Тип 2 и двумя бортовыми (в левом и правом фюзеляжных люках) 7,7-мм Тип 92;
L2D3a-L Грузовой самолёт Тип 0 модель 22A (零式荷物輸送機22甲型 Reishiki Nimotsu-Yusōki 22 Kō-gata)
L2D3-L, с тем же вооружением, как у L2D3a.
L2D4 Транспортный самолёт Тип 0  модель 23 (零式輸送機23型 Reishiki Yusōki 23-gata)
Модификация L2D3 с двигателем Mitsubishi Kinsei 62 (по 1590 л. с. / 1170 кВт)
L2D4-L "Грузовой самолёт, временно именуемый Тип 0 модель 23" (仮称零式荷物輸送機23型 Kashō Reishiki Nimotsu-Yusōki 23-gata)
Грузовая модификация, построен только один прототип.
L2D5 "Грузовой самолёт, временно именуемый Тип 0 модель 33" (仮称零式輸送機33型 Kashō Reishiki Yusōki 33-gata)
Смешанная, деревянно-металлическая конструкция, двигатели Mitsubishi Kinsei 62, постройкой не завершена.

## Тактико-технические характеристики
Приведённые ниже характеристики соответствуют модификации L2D2:
Источник данных: Japanese Aircraft of the Pacific War 

Технические характеристики
- Экипаж: 3-5 человек
- Пассажировместимость: 21 человек
- Грузоподъёмность: 4 530 кг
- Длина: 19,72 м
- Размах крыла: 28,96 м
- Высота: 7,46 м
- Площадь крыла: 91,6 м²
- Масса пустого: 7125 кг
- Нормальная взлётная масса: 10 900 кг
- Силовая установка: 2 × радиальный Mitsubishi Kinsei 43
- Мощность двигателей: 2 × 1080 л.с. (2 × 805 кВт)

Лётные характеристики
- Максимальная скорость: 354 км/ч
- Крейсерская скорость: 269 км/ч
- Практическая дальность: 3220 км
- Практический потолок: 10 900 м
- Нагрузка на крыло: 119 кг/м² (расч.)
- Тяговооружённость: 147,7 Вт/кг (расч.)

## Операторы

### Гражданские
Япония
- Japan Air Transport (Nihon Koku Yuso KK, NKYKK)
- Great Northern Airways
- Imperial Japan Airways (Dai Nippon Koku KK, DNKKK)

 Китайская Республика
- China National Aviation Corporation

### Военные
Японская империя
- ВВС Императорского флота Японии

- Флоты
  - Объединённый флот
  - 3-й флот
  - 4-й флот
  - 1st Air Fleet
  - 3rd Air Fleet
  - 11th Air Fleet
  - 12th Air Fleet
  - 13th Air Fleet
  - 14th Air Fleet
  - 1st Mobile Fleet
  - Southwest Area Fleet
  - Southeast Area Fleet
  - Northeast Area Fleet
  - Central Pacific Area Fleet
  - 1st Southern Expeditionary Fleet
  - 2nd Southern Expeditionary Fleet
  - 3rd Southern Expeditionary Fleet
  - 4th Southern Expeditionary Fleet
  - China Area Fleet
  - General Escort Command
  - 1st Escort Fleet
- Air Flotilla and Naval Air Group
  - 12th Combined Air Group / 12th Air Flotilla
  - 21st Air Flotilla
  - 23rd Air Flotilla
  - 201st Naval Air Group
  - 203rd Naval Air Group
  - 256th Naval Air Group
  - 701st Naval Air Group
  - 901st Naval Air Group
  - 951st Naval Air Group
  - 1st Airlift Group / 1001st Naval Air Group
  - 1021st Naval Air Group
  - 1022nd Naval Air Group
  - 1023rd Naval Air Group
  - 1081st Naval Air Group
- Naval District and Guard District
  - Kure Naval District
  - Yokosuka Naval District
  - Sasebo Naval District
  - Ōminato Guard District
  - Takao Guard District
  - Chinkai Guard District
  - Kainantō Guard District

 нанкинское правительство Ван Цзинвэя
- ВВС коллаборационистской китайской армии: 1 L2D3

 Франция
- Armée de l'Air: ранее принадлежавший японскому 13-му воздушному флоту s/n 4265 "Fany's Frolic" L2D2 в GT 1/34